# Elsa (Texas)
Elsa es una ciudad ubicada en el condado de Hidalgo en el estado estadounidense de Texas. En el Censo de 2010 tenía una población de 5.660 habitantes y una densidad poblacional de 1.449,16 personas por km².

## Geografía
Elsa se encuentra ubicada en las coordenadas 26°17′52″N 97°59′38″O / 26.29778, -97.99389. Según la Oficina del Censo de los Estados Unidos, Elsa tiene una superficie total de 3.91 km², de la cual 3.91 km² corresponden a tierra firme y (0%) 0 km² es agua.

## Demografía
Según el censo de 2010, había 5.660 personas residiendo en Elsa. La densidad de población era de 1.449,16 hab./km². De los 5.660 habitantes, Elsa estaba compuesto por el 82.81% blancos, el 0.76% eran afroamericanos, el 0.34% eran amerindios, el 0.05% eran asiáticos, el 0% eran isleños del Pacífico, el 14.24% eran de otras razas y el 1.8% pertenecían a dos o más razas. Del total de la población el 97.79% eran hispanos o latinos de cualquier raza.

## Educación
El Distrito Escolar Independiente de Edcouch-Elsa gestiona escuelas públicas.